# Богдановка (Фатежский район)
Богдановка — деревня в Фатежском районе Курской области России. Входит в состав Большежировского сельсовета.

## География
Деревня находится в северной части Курской области, в пределах Дмитриевско-Курской гряды, в лесостепной зоне, на левом берегу ручья Никовец (правый приток реки Руды), на расстоянии примерно 17 километров (по прямой) к юго-западу от города Фатежа, административного центра района. Абсолютная высота — 198 метров над уровнем моря.

### Климат
Климат характеризуется как умеренно континентальный, с тёплым летом и умеренно холодной зимой. Среднегодовая температура — 4,9 °C. Средняя температура воздуха самого тёплого месяца (июля) — 16 — 20 °C (абсолютный максимум — 40 °C); самого холодного (января) — −12 — −5 °C (абсолютный минимум — −37 °C). Продолжительность безморозного периода составляет в среднем 151 день. Вегетационный период длится около 182 дней. Среднегодовое количество атмосферных осадков составляет 582 мм, из которых 460 мм выпадает в период с апреля по октябрь. Снежный покров держится в течение 139 дней.

### Часовой пояс
Деревня Богдановка, как и вся Курская область, находится в часовой зоне МСК (московское время). Смещение применяемого времени относительно UTC составляет +3:00.

## История
В середине XIX века крестьянами Богдановки владели помещицы Наталья Андреевна Богданова, Любовь Головачёва и Мария Головачёва.
В 1862 году во владельческом сельце Богдановке было 23 двора, проживало 289 человек (147 мужского пола и 142 женского). 
В начале XX века деревня входила в состав Сдобниковской волости Фатежского уезда.
До революции 1917 года Богдановка была частью прихода храма Архангела Михаила села Рудка.
В 1962—1989 годах Богдановка входила в состав Кромского сельсовета.
В 1989—2010 годах деревня входила в состав Колычевского сельсовета. С 2010 года в составе Большежировского сельсовета.

## Население
| 2002 | 2010 |
| ---- | ---- |
| 33   | ↘21  |

### Половой состав
По данным Всероссийской переписи населения 2010 года в половой структуре населения мужчины составляли 47,6 %, женщины — соответственно 52,4 %.

### Национальный состав
Согласно результатам переписи 2002 года, в национальной структуре населения русские составляли 100 %.

## Исторические фамилии
Агафоновы, Комаровы, Котовы, Кустовы, Сизовы и другие.

## Инфраструктура
Личное подсобное хозяйство. В деревне 19 домов.

## Транспорт
Богдановка находится в 11 км от автодороги федерального значения М2 «Крым» (Москва — Тула — Орёл — Курск — Белгород — граница с Украиной) как часть европейского маршрута E105, в 34,5 км от автодороги регионального значения 38К-018 (Курск — Поныри), в 14 км от автодороги 38К-039 (Фатеж — 38К-018), на автодорогe межмуниципального значения 38Н-221 (М-2 «Крым» — Кромская), в 32 км от ближайшего ж/д остановочного пункта 433 км (линия Льгов I — Курск).
В 152 км от аэропорта имени В. Г. Шухова (недалеко от Белгорода).